# Anoplolepis gracilipes
Anoplolepis gracilipes je vrsta mravlje, razširjena po tropskih in subtropskih predelih sveta.

## Opis
Je razmeroma velika mravlja; delavke merijo 5 mm v dolžino, imajo vitko telo z izrazito dolgimi nogami ter tipalnicami. Sestavljene oči so razmeroma velike in izbuljene. Zunanji skelet je mehak, rumeno-rjave barve, le zadek je nekoliko temnejši. Vse delavke so morfološko enake. V angleško govorečih območjih je vrsta zaradi podivjanega opletanja delavk, kadar se počutijo ogrožene, dobila ljudsko ime »yellow crazy ant« (nora rumena mravlja).
Kolonije so lahko poligine, kar pomeni, da imajo več kraljic. Te rojevajo delavke skozi vse leto, vendar so opazna sezonska nihanja z viškom pred deževno dobo. Občasno se pojavljajo krilati osebki, ki se razmnožujejo spolno, vendar nove kolonije nastanejo v večini primerov z odcepitvijo. Ocenjujejo, da traja življenjski cikel 76 do 84 dni od tega razvoj okrog dva meseca (dva meseca in pol pri kraljicah). Delavke iz poliginih kolonij srdito branijo svoje kraljice in včasih uprizarjajo plenilske pohode na sosednje kolonije. Pri kolonijah s samo eno kraljico pa lahko pride do pojava t. i. »superkolonije«, razpršenih kolonij s prosto izmenjavo delavk. Taka superkolonija se lahko razprostira na površini do 150 ha in doseže gostoto 20 milijonov delavk na hektar. Posamična kolonija največkrat šteje okrog 4000 delavk.

## Ekologija in razširjenost
Vrsta je vsejedi generalist. Delavke po teritoriju pobirajo mrhovino in plenijo različne nevretenčarje, kot so enakonožci, stonoge, mehkužci, pajkovci in žuželke, pa tudi manjše ptiče, plazilce in sesalce. Plen onesposobijo tako, da ga škropijo z mravljinčno kislino, ki jo uporabljajo tudi za obrambo. Za optimalen razvoj potrebujejo hrano, bogato z beljakovinami, pomemben delež prehrane pa predstavljajo ogljikovi hidrati. Vir le-teh je lahko nektar, pogosto pa delavke tudi nabirajo mano kaparjev, ki jih aktivno čuvajo. Zares množične kolonije so odvisne od kaparjev. Hrano iščejo podnevi in ponoči, pri širokem razponu temperatur in po vseh možnih površinah znotraj teritorija, celo v krošnjah deževnih gozdov.
Gnezdijo lahko v raznolikih habitatih; primarno je to vrsta nižinskih tropskih deževnih gozdov, pojavljajo pa se tudi v obalnih predelih, traviščih, močvirnatih gozdovih in v grmičevju. Vrsta je znana po tem, da uspešno poseli območja, ki jih je spremenil človek, tako da najdemo kolonije na kmetijskih območjih, v plantažah dreves in urbanih območjih, pri tem pa zahajajo tudi v notranjost stavb. Gnezdo je po navadi med rastlinskim opadom ali v luknjah v tleh.
Izvorno območje razširjenosti vrste ni natančno znano. Domnevajo, da je to bodisi Afrika, kjer živijo preostali predstavniki tega rodu, bodisi Južna Azija.

### Kot invazivna vrsta
V zadnjem stoletju mravlja Anoplolepis gracilipes intenzivno poseljuje nova območja in zaradi agresivnosti izriva avtohtono favno, zato velja za eno najhujših invazivnih vrst. Vnešena je bila in uspeva v delih Afrike, Južne Amerike in Avstralije, poleg tega pa še na Karibe in otoke v Indijskem ter Tihem oceanu. Opazili so jih tudi na zahodnih obalah Mehike in ZDA. Posebej resno grožnjo za avtohtono favno predstavlja na Božičnem otoku v Indijskem oceanu, kjer je populacija iz še ne pojasnjenih razlogov nenadoma eksplodirala in poselila tudi neokrnjene monsunske gozdove. Zaradi množičnosti iztreblja populacije več endemičnih vrst, kot so kopenska rakovica vrste Gecarcoidea natalis. Poleg tega povzroča škodo tudi posredno - ker delavke skrbijo za kaparje, so se močno razmnožili tudi ti. Mana, ki kaplja z njih, spodbuja rast plesni, te pa uničujejo drevje.
Na daljše razdalje je najpomembnejši prenašalec človek, ki vnaša mravlje v nova okolja s prevozom okuženih kmetijskih pridelkov, okrasnih rastlin, lesa, prsti in kmetijske mehanizacije.